# Улица Индрану (Рига)
Улица И́ндрану (латыш. Indrānu iela) — улица в Риге, в Видземском предместье, в микрорайоне Браса. Начинается от улицы Бривибас, проходит в северо-западном направлении и заканчивается выходом на территорию Большого кладбища.
Длина улицы — 354 метра. Участок до перекрёстка с улицей Этнас имеет асфальтовое покрытие, остальная часть улицы замощена тротуарной плиткой. Застройка сложилась в 1930-е годы. Общественный транспорт по улице не курсирует.
Название новоустроенной улице было присвоено в 1930 году. Переименований улицы не было.

## Прилегающие улицы
Улица Индрану пересекается со следующими улицами:
- Улица Бривибас
- Улица Этнас
- Улица Каспара